# 인디애나 컨벤션 센터
인디애나 컨벤션 센터(영어: Indiana Convention Center)는 미국 인디애나주 인디애나폴리스에 위치한 컨벤션 센터이다.